# 예멘 유대인
예멘 유대인 또는 테이마님(히브리어: יאודי תייתי, 로마자 표기: Yehude Teman; 아랍어: اليهود اليمنيون)은 예멘에 살고 있거나 한때 살았던 유대인과 그들의 관습을 유지하는 그들의 후손들이다. 1949년 6월부터 1950년 9월 사이에 마법의 양탄자 작전(Operation Magic Carpet)을 통해 이스라엘 유대인 인구의 압도적 다수가 이스라엘로 이주했다. 여러 번의 박해 이후 대다수의 예멘 유대인은 현재 이스라엘에 살고 있으며, 소규모 공동체는 미국 및 기타 지역에 살고 있다. 2022년 현재 레비 마르하비는 예멘의 마지막 유대인이다.
예멘 유대인들은 아슈케나즈 유대인, 스파라드 유대인, 기타 유대인 집단과 구별되는 독특한 종교적 전통을 따르고 있다. 그들은 "모든 유대인 중 가장 유대인"이자 "히브리어를 가장 잘 보존한 사람들"로 묘사되었다. 예멘 유대인은 미즈라히(Mizrahi) 또는 "동부" 유대인으로 간주되지만, 세파르딕 법과 관습에 완전히 또는 부분적으로 동화되는 과정을 거친 다른 미즈라히와는 다르다. 예멘 유대인의 샤미 하위 그룹은 세파르딕의 영향을 받은 의식을 채택했지만, 이는 대부분 그것이 그들에게 강요되었기 때문이었고 대다수의 예멘 유대인 사이의 인구통계학적 또는 일반적인 문화적 변화를 반영하지 않았다.

## 같이 보기
- 미즈라흐 유대인
- 이스라엘 민족
- 열두 지파
- 사라진 열 지파
- 예멘의 종교
- 이슬람 국가에서 유대인 추방